# Chinatown (Westminster)
Chinatown és un barri del districte de Ciutat de Westminster de Londres, Anglaterra (Regne Unit). Si bé el nom de Chinatown (poble/barri xinès) s'ha utilitzat per descriure diferents llocs de Londres segons l'època. L'actual barri xinès ocupa l'àrea al voltant de Gerrard Street que conté una sèrie de restaurants xinesos, fleques, supermercats, botigues de souvenirs, i altres.

## Transports
Parades de metro properes
- Leicester Square estació de metro
- Piccadilly Circus estació de metro
- Covent Garden estació de metro